# Ice Machine (groupe)
Ice Machine est un groupe de rock alternatif français originaire de Paris. Composé de trois membres, il est actif depuis début 2018. Le trio a pour caractéristique de se situer à la frontière de l'électronique, de la pop et du rock psychédélique.
Avec un style musical qui leur est propre, Ice Machine propose divers morceaux riches en mélodies comprenant de nombreux riffs de guitare et un jeu de batterie évolué. Leur volonté est de créer une musique hybride, onirique, magnétique notamment grâce à la capacité multi-instrumentalistes du groupe. Ice Machine est constitué de Guillaume Tournier-Bosquet aux chants, guitares et claviers, Octave Potier aux claviers et à la basse, Elias Pruvot est à la batterie. 
Le groupe a actuellement sorti deux EP et un single.

## Biographie

### Prémices (2016-2018)
En 2016, Guillaume Tournier-Bosquet et Octave Potier font tous les deux partie d'un groupe nommé Work in Progress, alors encore lycéens. Cela leur permet de mieux se connaître musicalement et notamment d'écrire leurs premiers matériels musicaux.
Lorsque Work In Progress se sépare en 2018, le duo continue à jouer ensemble. Un nouveau batteur est recruté, Elias Pruvot. Le trio se nomme alors Saturn Sonar.
Des concerts sont donnés et le groupe commence à écrire ses premières compositions. Ice Machine s'inspire alors d'influences rock tel que Pink Floyd, Radiohead, King Crimson ou David Bowie.

### Début et Premiers EP (2018-2020)
Fin 2018, le groupe trouve son nom final en hommage au titre Ice Machine de Depeche Mode présent sur la face B du single Dreaming Of Me, issu de l'album Speak and Spell.
Début 2019, sous son nouveau nom, Ice Machine sort son premier EP, intitulé Persona, le disque regroupant ainsi le travail réalisé depuis la création du groupe. L'EP est accompagné d'un clip vidéo pour la chanson Underground Anxiety. Ce clip reprend la structure du morceau avec des images tournées dans un train par le batteur du groupe, symbole de la monotonie quotidienne, plus précisément celle du RER D.
En mai de cette année, le groupe donne un concert au Champ de Mars, lors d'un événement caritatif. Il en profite pour jouer sur scène quelques-unes de ses nouvelles compositions.

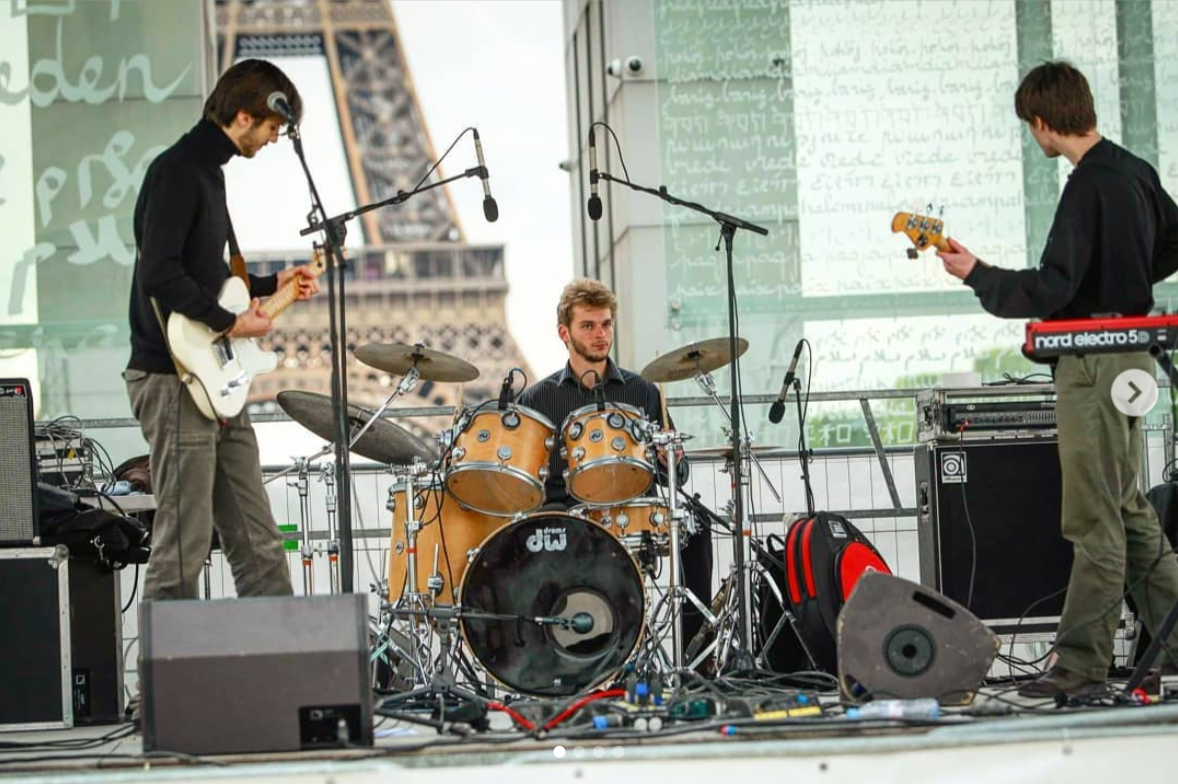
Ice Machine au Champ de Mars en mai 2019.

En août 2020 sort sur les plateformes d'écoutes le deuxième EP du groupe. Intitulé Exodus From the Underground. Il accompagné d'un clip vidéo réalisé en animation numérique par l'artiste Dana.ka, de la musique du single Look. Cet EP est également marqué par la collaboration au mixage de Rémy Giraud.

## Discographie
Toutes les chansons sont écrites et composées par Ice Machine.